# کوبر پدی
کوبر پدی (انگلیسی: Coober Pedy) یک منطقه مسکونی در استرالیا است که در اوایل قرن بیستم، پس از اکتشاف معدن اوپال در این منطقه، به وجود آمد.
این منطقه در ۹۵۰ کیلومتری (۵۹۰ مایل) شمالغربی آدلاید قرار دارد و شغل بیشتر مردم در ارتباط با استخراج سنگ معدنی اوپال است. برخی از خانه‌های مسکونی و ساختمان‌های عمومی این شهر برای در امان ماندن از گرما و تابش آفتاب در زیر زمین ساخته شده‌است.